# エクストラ・ウィドゥス
『エクストラ・ウィドゥス』 (Extra Width) は、アメリカのロックバンド、ジョン・スペンサー・ブルース・エクスプロージョンが1993年に発表したセカンド・アルバム。

## 収録曲
1. アフロ - "Afro"
2. ヒストリー・オブ・ライズ - "History of Lies"
3. バック・スライダー - "Back Slider"
4. ソウル・レター - "Soul Letter"
5. ソウル・タイプキャスト - "Soul Letter"
6. パント・レッグ - "Pant Leg"
7. ヘイ・マム - "Hey Mom"
8. ビック・ロード - "Big Road"
9. トレイン 2 - "Train #2"
10. インサイド・ザ・ワールド・オブ・ザ・ブルース・エクスプロージョン - "Inside the World of the Blues Explosion"
11. ザ・ワールド・オブ・セックス - "The World of Sex"

### 日本盤のみボーナストラック
1. ビート・オブ・ザ・トラプス - "Beat Of The Traps"
2. メンフィス・ソウル・タイプキャスト - "Soul Typecast"